# Sälskär
För andra betydelser, se Sälskär (olika betydelser).
Sälskär är ett skär i Hammarlands kommun på Åland. Skäret ligger nordväst om fasta Åland och är plats för Sälskärs fyr.
Sälskärs fyr som ritades av Hampus Dalström uppfördes 1868 och var bemannad fram till 1948 då den automatiserades. Ljuset på den drygt 30 meter höga fyren sitter 44 meter över havsytan och syns vid goda väderförhållanden upp till 12 kilometer. Skäret är numera obebott, men fram till fyrens automatisering bodde en fyrmästare och två till tre fyrvaktare ständigt på ön. De fyrmästare som tjänstgjorde på Sälskär var:
- Fredrik Wilhelm Grönlund (1868–1892)
- Mats Robert Widlund (1893–1897)
- Karl Edvard Holmberg (1898–1924)
- Algot Hamnström (1925–1949)

Den tidigare fyrvaktaren Conrad Hägers son, Bengt Häger, som tidvis bodde på Sälskär under sina uppväxtår, gav 2004 ut boken Sälskär som berättar om livet på och omkring ön när fyren var bemannad.